# Море Спокою
Море Спокою (лат. Mare Tranquillitatis) — море на видимому боці Місяця. Його розмір — близько 880 км, а площа — 420–440 тисяч км2 (третє за площею місячне море). Лежить у дуже зруйнованому басейні і примітне численними дрібними вулканами.
Море Спокою межує з Морем Ясності (на північному заході), Затокою Суворості (на півдні) та Морем Достатку (на південному сході). На заході від нього відходить невелика Затока Слави, а на сході — затоки Любові та Згоди, між якими лежить Болото Сну. На межі Моря Спокою з Морем Достатку стоять невисокі гори Секкі, а на межі з Морем Ясності знаходяться мис Архерузія та гора Аргей. Координати центру моря — 8°18′ пн. ш. 30°48′ сх. д. / 8.3° пн. ш. 30.8° сх. д..
1969 року Море Спокою стало місцем першої посадки людей на Місяць.

## Назва
Сучасну назву цього моря, як і більшості місячних морів, запропонував Джованні Річчолі в 1651 році. 1935 року її затвердив Міжнародний астрономічний союз.
В давнину це море мало кілька інших назв. Разом з морями Ясності, Нектару та Достатку воно утворює фігуру, схожу на чоловічка. Це відмітили, зокрема, Альберт Великий, Томас Герріот, Вільям Шекспір та П'єр Гассенді. Останній називав цю фігуру Homuncio («чоловічок») чи Thersite (Терсіт). 1645 року Міхаель ван Лангрен назвав це море Бельгійським (лат. Mare Belgicum). 1647 року Ян Гевелій об'єднав його з Морем Ясності під назвою «Чорне море» (Pontus Euxinus).

## Загальний опис
На відміну від морів, що лежать у добре збережених басейнах, Море Спокою не оточене кільцевим хребтом чи уступом, має нерівний край і не має маскона. Воно помітно темніше за сусідні моря, а його відтінок дещо більш синюватий. Там розташовані одні з найтемніших та найсиніших морських ділянок Місяця. Це наслідок особливостей хімічного складу лави — зокрема, високого вмісту титану. Ділянки на заході Моря Спокою тримають рекорд за вмістом цього елементу серед усіх регіонів Місяця. Багаті на титан лавові потоки здебільшого молодші за інші.
Море Спокою лежить вище за всі сусідні моря: приблизно на 2 км вище за Море Криз, більш ніж на 0,5 км вище за Море Ясності та на кількасот метрів вище за Затоку Суворості та Море Достатку (на найближчих ділянках). Абсолютна висота його поверхні знаходиться в межах 0,4–2,1 км нижче нульового рівня. Максимуму вона сягає на південному сході моря. Ця височина шириною близько 560 км і висотою понад 1,8 км багата на прояви вулканізму і деякими авторами розглядається як цілісний великий щитовий вулкан. Товщина лави в Морі Спокою максимальна на заході, де сягає 1,25 км (на це вказують вимірювання напівзатоплених кратерів та деякі інші дані).

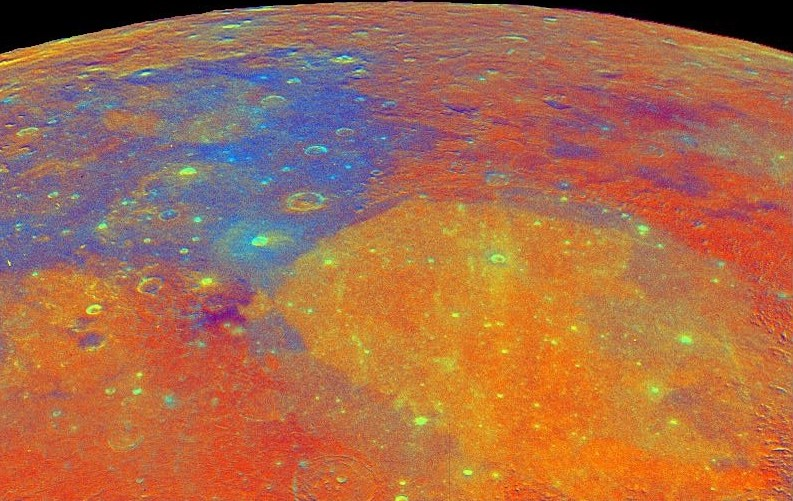
Зображення з посиленими кольорами, погляд із півночі. Море Спокою (ліворуч угорі) синіше та темніше за сусіднє Море Ясності (праворуч унизу), бо містить більше титану та заліза.
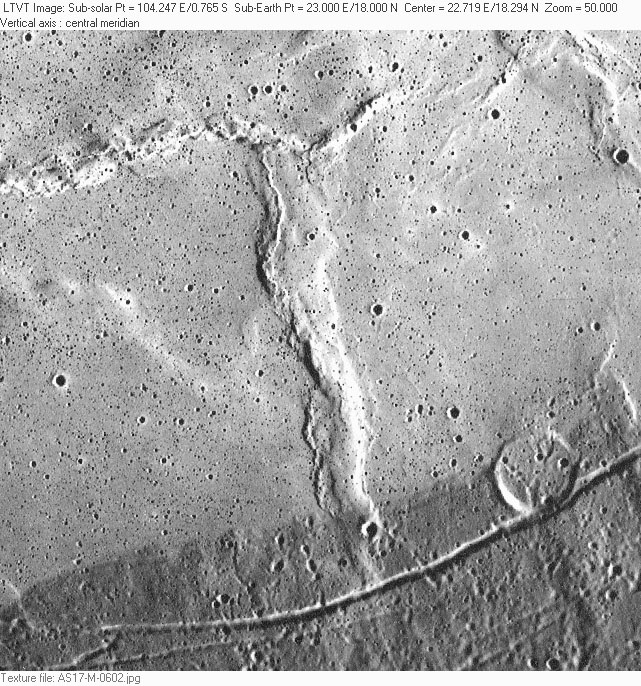
Межа Моря Спокою (темне) з Морем Ясності (світле). У центрі — гряда Ніколя, внизу — борозни Плінія. Знімок «Аполлона-17», 1972.

## Деталі поверхні

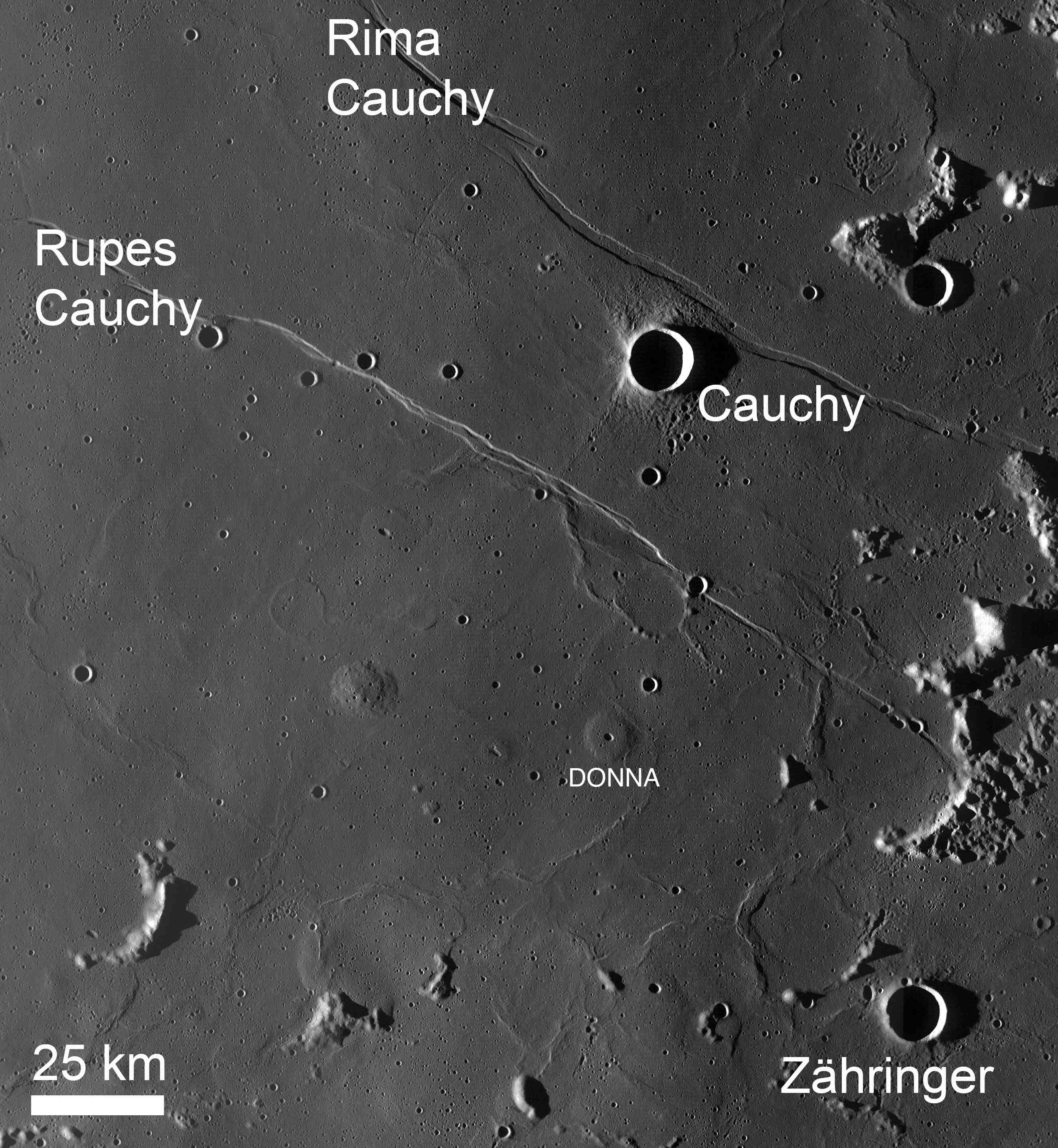
Східна частина моря. Видно кратер Коші, борозну Коші та уступ Коші. Нижче — вулканічні куполи Коші τ та Коші ω (другий — із маленьким кратером Донна). Між ними та вище Коші τ видно менш помітні куполи.

Як і в інших великих місячних морях, вздовж берега Моря Спокою тягнуться численні борозни, а ближче до центру — гряди. В цьому морі й ті, й інші трапляються переважно в західній половині.
Борозни простежуються вздовж усього західного берега моря. Це борозни Гіпатії на південному заході, борозни Ріттера та Созігена на заході, борозни Макліра на північному заході, борозни Плінія та кілька дрібних борозен на півночі (на межі з Морем Ясності). На відміну від них, борозна Янсена (на півночі моря) та борозна Коші (на сході) йдуть під значним кутом до берега.
На півночі та заході море перетяте системою гряд, що тягнуться майже на 600 км із північного сходу на південний захід. Її північна частина отримала назву «гряди Барлоу» (Dorsa Barlow). Західні гряди Моря Спокою з'єднуються з незвичайним об'єктом Ламонт (див. нижче).
На сході моря з північного заходу на південний схід проходить уступ Коші (Rupes Cauchy) довжиною близько 170 км. Із його південного боку висота поверхні на 300 м менша, ніж із північного.
Великих гір у районі Моря Спокою небагато. Вздовж його межі з Морем Достатку тягнуться гори Секкі, а на межі з Морем Ясності розташовані гора Аргей та гора Вітрувія.

### Вулканічні об'єкти
У Морі Спокою чимало куполоподібних та конічних вулканів, що виглядають як невисокі пагорби. На заході моря (біля кратера Араго) розташовані порівняно великі куполи Араго α та Араго β, а на сході (біля кратера Коші) — Коші τ та Коші ω. Перші два належать до найбільших місячних куполів і їх видно навіть у невеликий телескоп. Висота Араго α становить 330±30 м, Араго β — 270±30 м, Коші τ — 190±20 м, Коші ω — 125±15 м.
На північному сході моря (поблизу кратера Лукіан) є 8 маленьких куполів, вишикуваних лацюжком довжиною 100 км. Найвищий із них відомий під ім'ям Грейс (яке, строго кажучи, належить лише його кратеру) і має висоту 140±15 м. Поруч із ними розташована гора Есама (Mons Esam), що має видовжену форму (бо, ймовірно, утворена виверженнями з розлому), але належить до вулканів конічного типу. Вона вирізняється темним кольором і сягає висоти близько 260 м.
На північному березі моря, поблизу кратера Гарднер, є набагато більша (діаметром 70 км і висотою близько 1,6 км) округла височина, що має на верхівці западину і теж може бути вулканом.

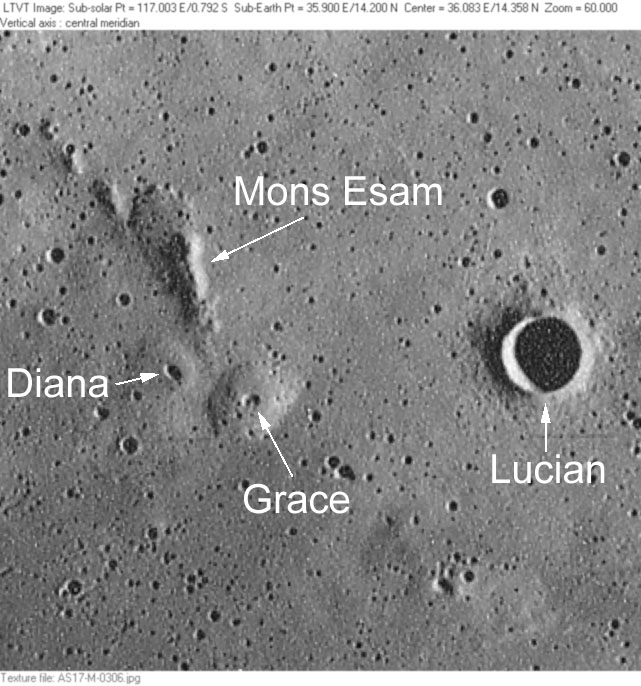
Вулкани поблизу кратера Лукіан. Знімок «Аполлона-17», 1972.
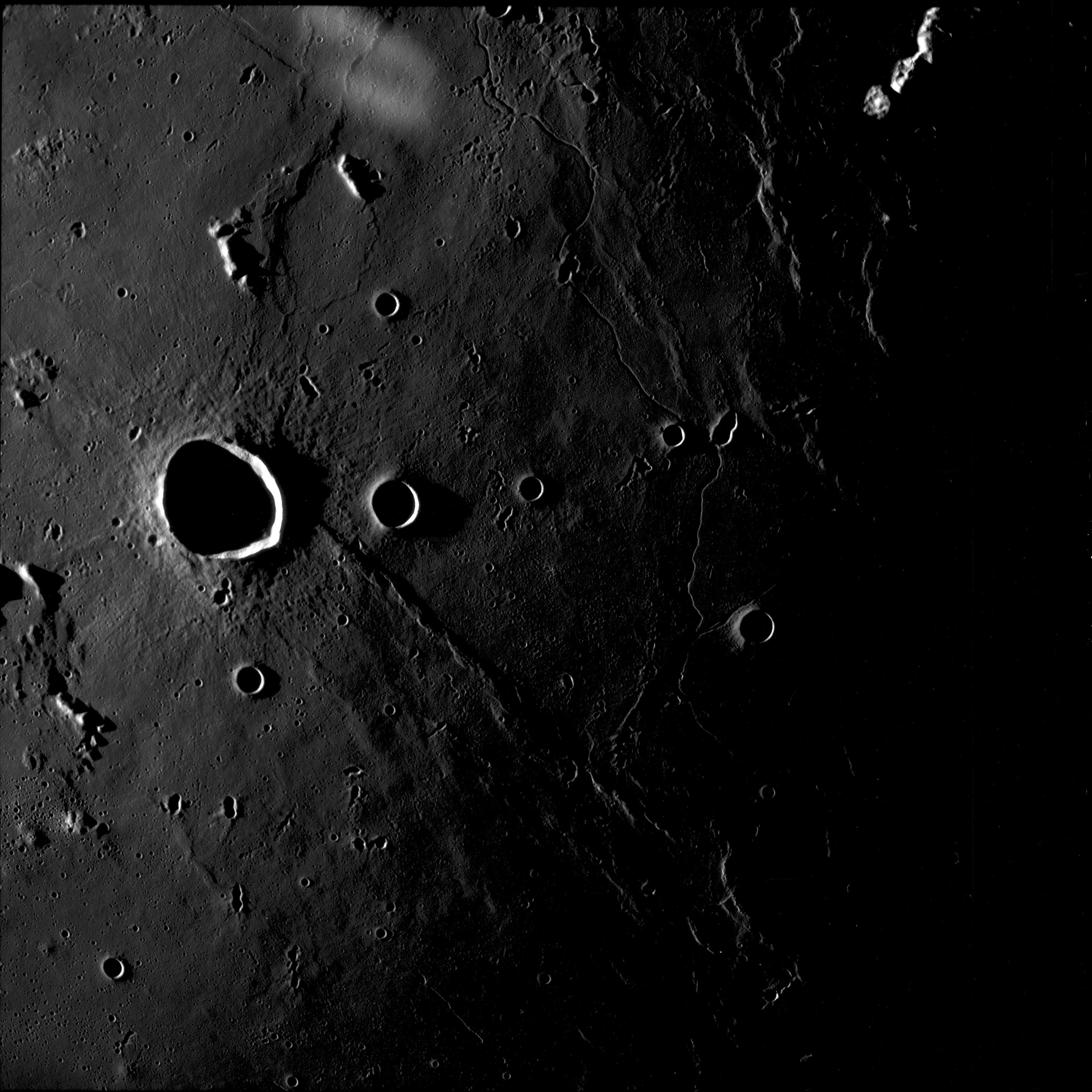
Південна частина моря при низькому Сонці. Найбільший кратер — Маскелайн. Знімок «Аполлона-11», 1969.
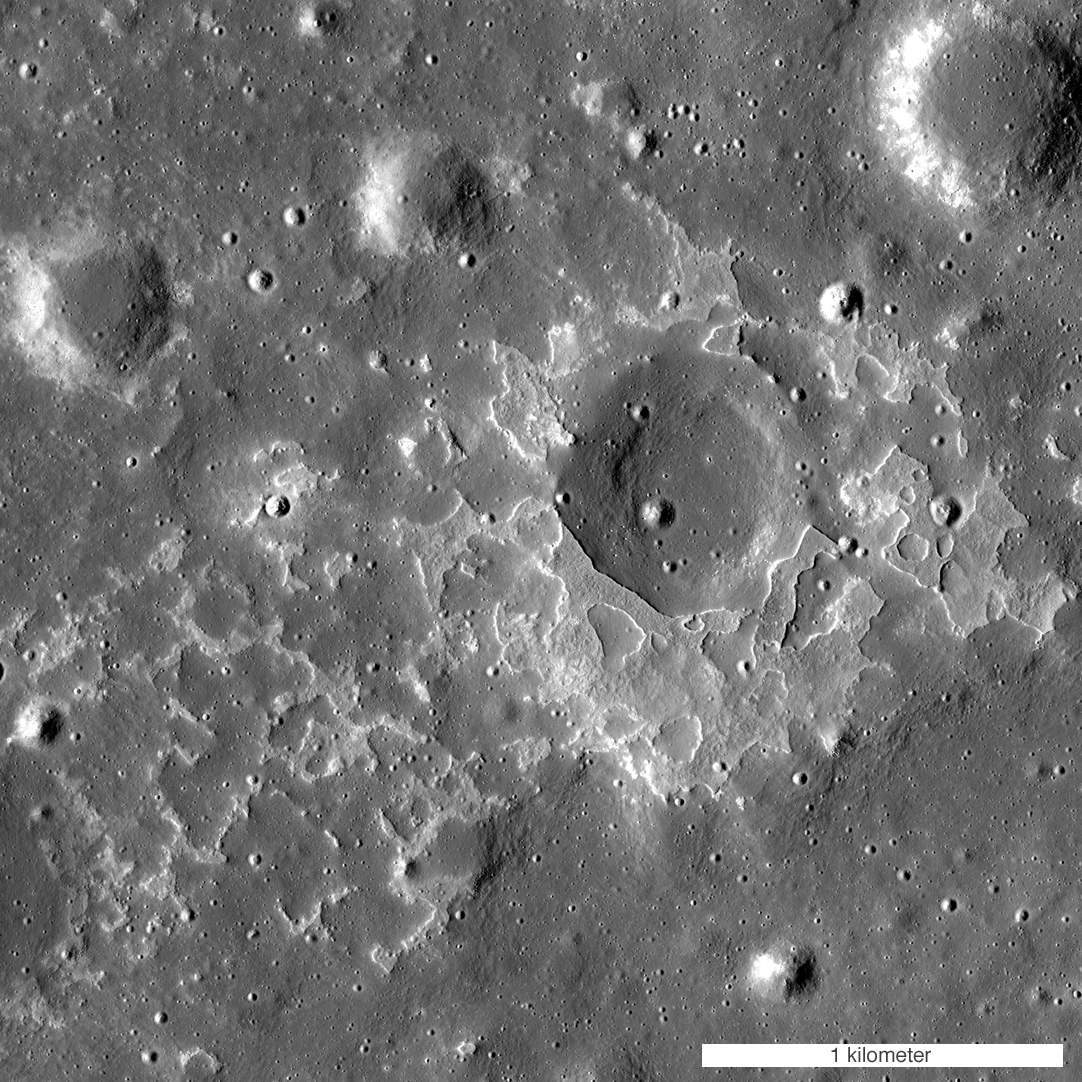
Група «меніскових западин» («неправильних морських ділянок», див. Іна) поблизу Маскелайна. Знімок LRO, 2014.

### Кратери

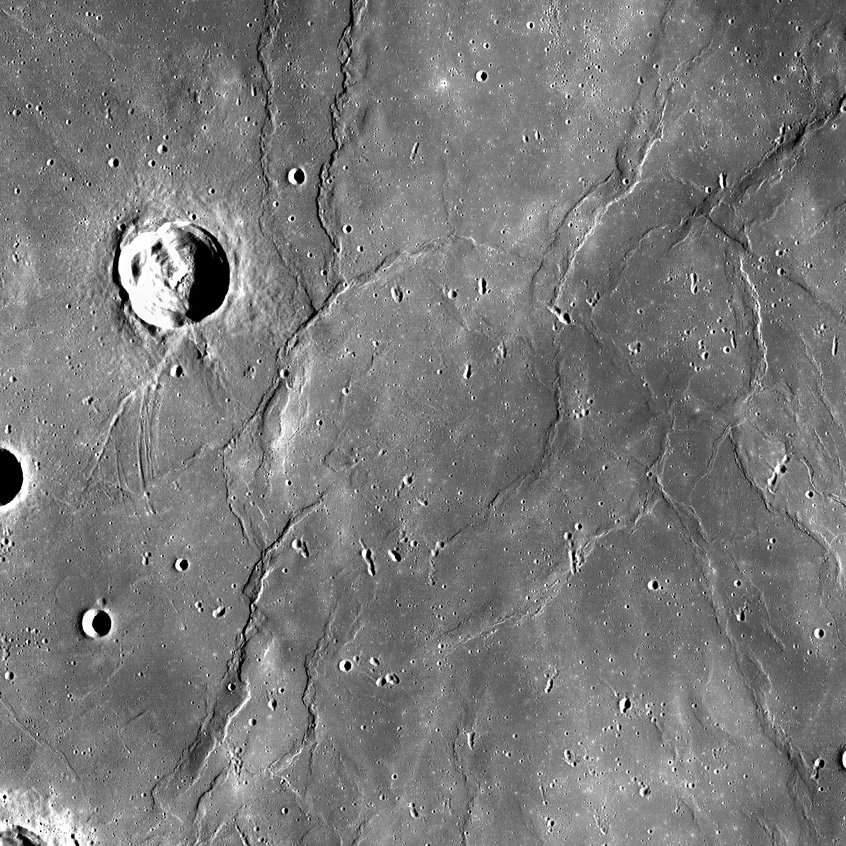
Ламонт. Ширина зображення — 200 км.

Найбільший із добре збережених кратерів Моря Спокою — 41-кілометровий Пліній біля межі з Морем Ясності. Крім того, на заході моря лежать кілька кратерів діаметром 20–30 км: Росс, Араго, Ріттер та Себін. На північному сході знаходяться 31-кілометровий Вітрувій та 40-кілометровий Маральді. На південному сході моря над його лавовим покривом височіють рештки численних напівзатоплених кратерів.
На заході моря лежить вкрай своєрідний об'єкт, що отримав назву Ламонт. Це кільце гряд діаметром близько 80 км, оточене дещо більшим переривчастим подібним кільцем. Від них у різні боки розходяться кілька радіальних гряд. Ймовірно, це кратер, цілком вкритий лавою. Згодом лава просіла та зім'ялася в складки, що пролягли, серед іншого, над його валом. Ділянка Моря Спокою навколо Ламонта вирізняється світлим кольором та різкою (але не вираженою в рельєфі) межею з рештою моря.

## Геологічна історія

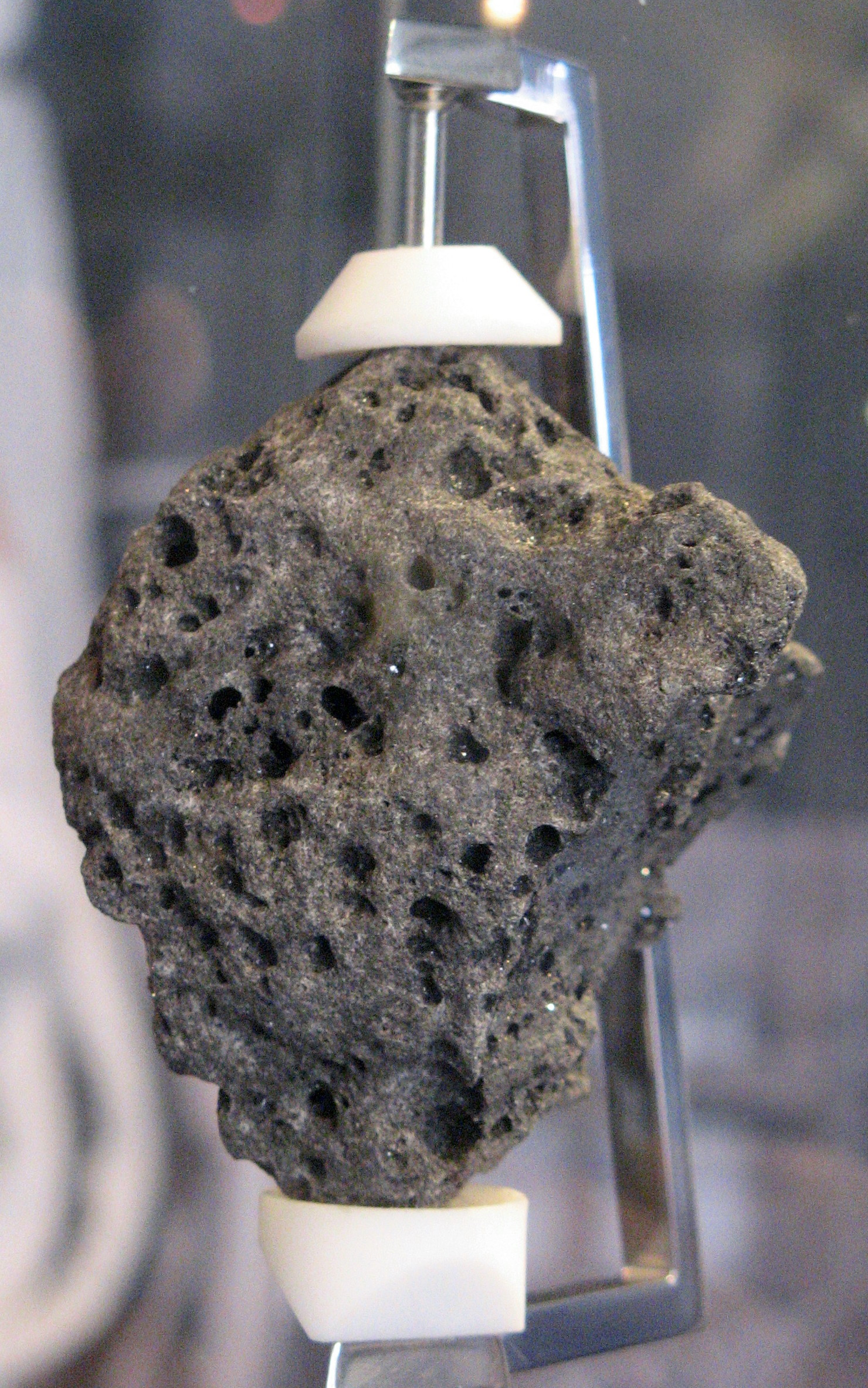
Зразок базальту з Моря Спокою, доставлений «Аполлоном-11»

Найімовірніше, Море Спокою лежить у басейні, що з'явився в донектарському періоді. Він старший за басейни всіх сусідніх морів — Ясності, Достатку, Нектару, Криз та Дощів. Тому він настільки зруйнований, що його вік неможливо визначити за підрахунком кратерів і навіть саме його існування є сумнівним. Можливо, деякий внесок до ускладнення рельєфу цього регіону зробило ще й те, що басейн Моря Спокою утворився поверх краю ще більш гіпотетичного басейну Океану Бур.
За одними уявленнями, басейн Моря Спокою має розмір близько 800 км і не має багатокільцевої будови, за іншими — його головне кільце має діаметр 700 км і оточене другим кільцем діаметром 950 км. За давнішою версією, під цим морем може лежати не один, а два басейни — західний і східний, із розмірами 550 та 500 км відповідно. Можливо, однак, що таке враження є наслідком накладання єдиного басейну Моря Спокою на два кільця басейну Океану Бур.
Оскільки басейн Моря Спокою старший за сусідні, він був вкритий їх викидами — товстим шаром викидів сусіднього басейну Моря Нектару, тоншим — басейнів морів Дощів та Ясності і, можливо, деякою кількістю викидів басейнів Моря Криз і навіть Моря Східного. Вплив викидів басейну Моря Дощів добре видно на північно-західному березі Моря Спокою, де від цього басейну тягнуться численні дрібні хребти, утворені при падінні цих викидів («імбрійська скульптура»).
Базальтова лава, що зараз вкриває Море Спокою, з'явилася значно пізніше за його басейн — здебільшого в пізньоімбрійській (частково в ранньоімбрійській) епосі. Можливо, під цими лавовими потоками є і ще древніші. Для зразків, доставлених звідти «Аполлоном-11», радіоізотопне датування дало результати в межах 3,5–3,9 млрд років. Окрім того, вік поверхні можна визначити за підрахунком кратерів, що встигли там накопичитися з моменту її залиття лавою. Такі оцінки віку існують для всієї поверхні Моря Спокою, і вони лежать у межах 3,4–4,2 млрд років, причому майже 90 % лавових потоків мають вік 3,5–3,8 млрд років (для ділянки, де сів «Аполлон-11», така оцінка становить 3,63+0,03
−0,10 млрд років). Отже, виливи лави там скінчилися відносно рано. Наймолодші ділянки поверхні моря переважають у його центрі та на сході.
Лавовий покрив Моря Спокою, як і інших великих місячних морів, після застигання деформувався під дією власної ваги. Його найтовстіша частина просідала і стискалася з утворенням гряд («зморшок»), а крайова — розтягувалася з утворенням борозен (грабенів). Так у морі з'явилися нові форми рельєфу — численні борозни, що тягнуться вздовж його берега, та гряди, в тому числі система гряд Ламонт, ближче до центру. І борозен, і гряд більше на заході моря, де лава товстіша.

## Приземлення космічних апаратів

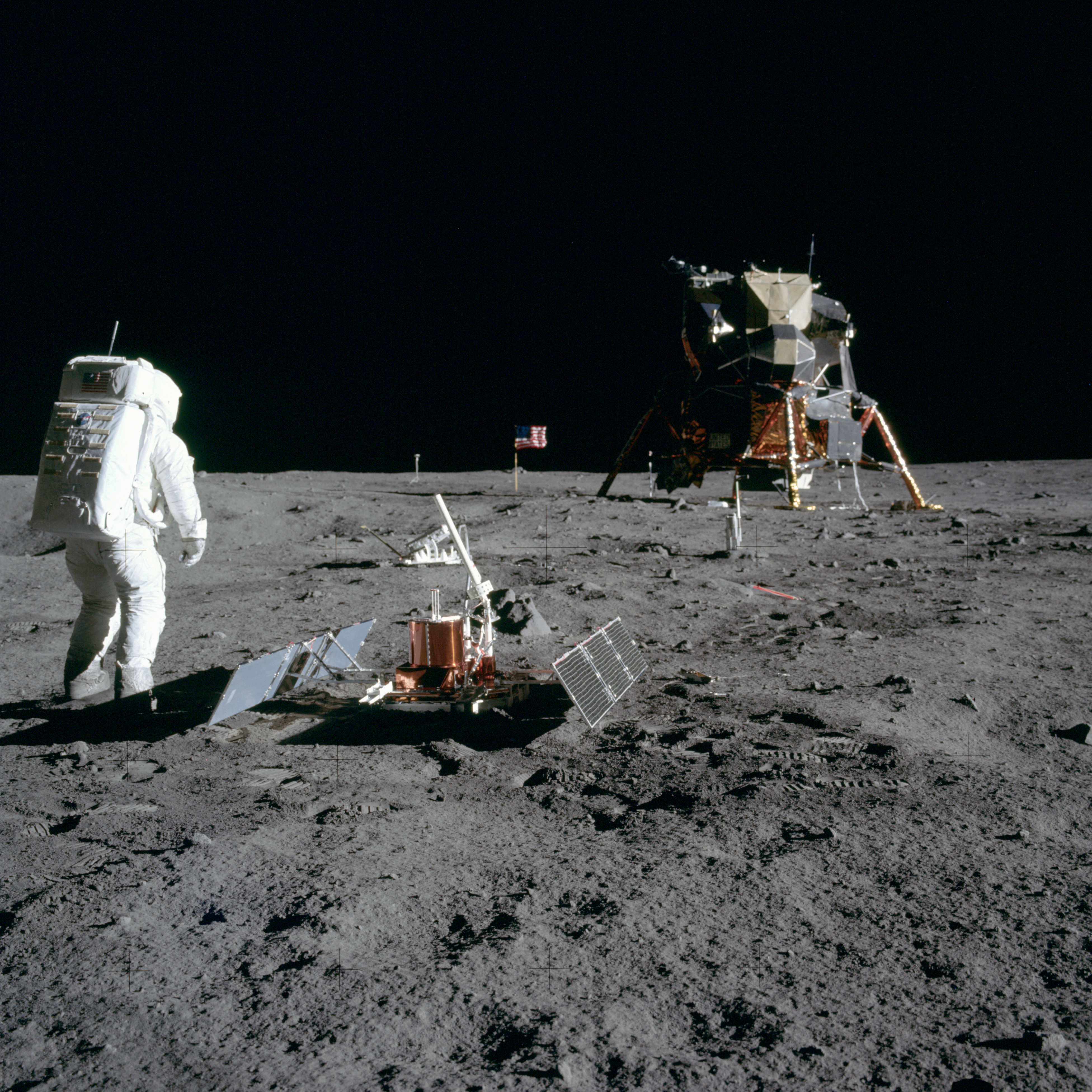
Едвін Олдрін та місячний модуль «Аполлона-11» у Морі Спокою

- 2 лютого 1964 року на заході Моря Спокою (9°21′29″ пн. ш. 21°28′48″ сх. д. / 9.358° пн. ш. 21.480° сх. д.) після невдалого польоту впав космічний апарат «Рейнджер-6».
- 20 лютого 1965 року на південному заході Моря Спокою (2°38′17″ пн. ш. 24°47′13″ сх. д. / 2.638° пн. ш. 24.787° сх. д.) після успішної зйомки Місяця впав «Рейнджер-8».
- 11 вересня 1967 року неподалік від «Рейнджера-8» (1°27′40″ пн. ш. 23°11′42″ сх. д. / 1.461° пн. ш. 23.195° сх. д.) здійснив м'яку посадку «Сервеєр-5».
- 20 липня 1969 року недалеко від «Сервеєра-5» (0°40′26″ пн. ш. 23°28′23″ сх. д. / 0.674° пн. ш. 23.473° сх. д.) сів місячний модуль «Аполлона-11», що стало першою висадкою людей на Місяць. Астронавти доставили звідти 22 кг порід. Знайдений у них новий мінерал назвали на честь моря — транквілітит[ru].

## Карти
Карти Моря Спокою та околиць, видані Aeronautical Chart Information Center, United States Air Force (1962—1963):

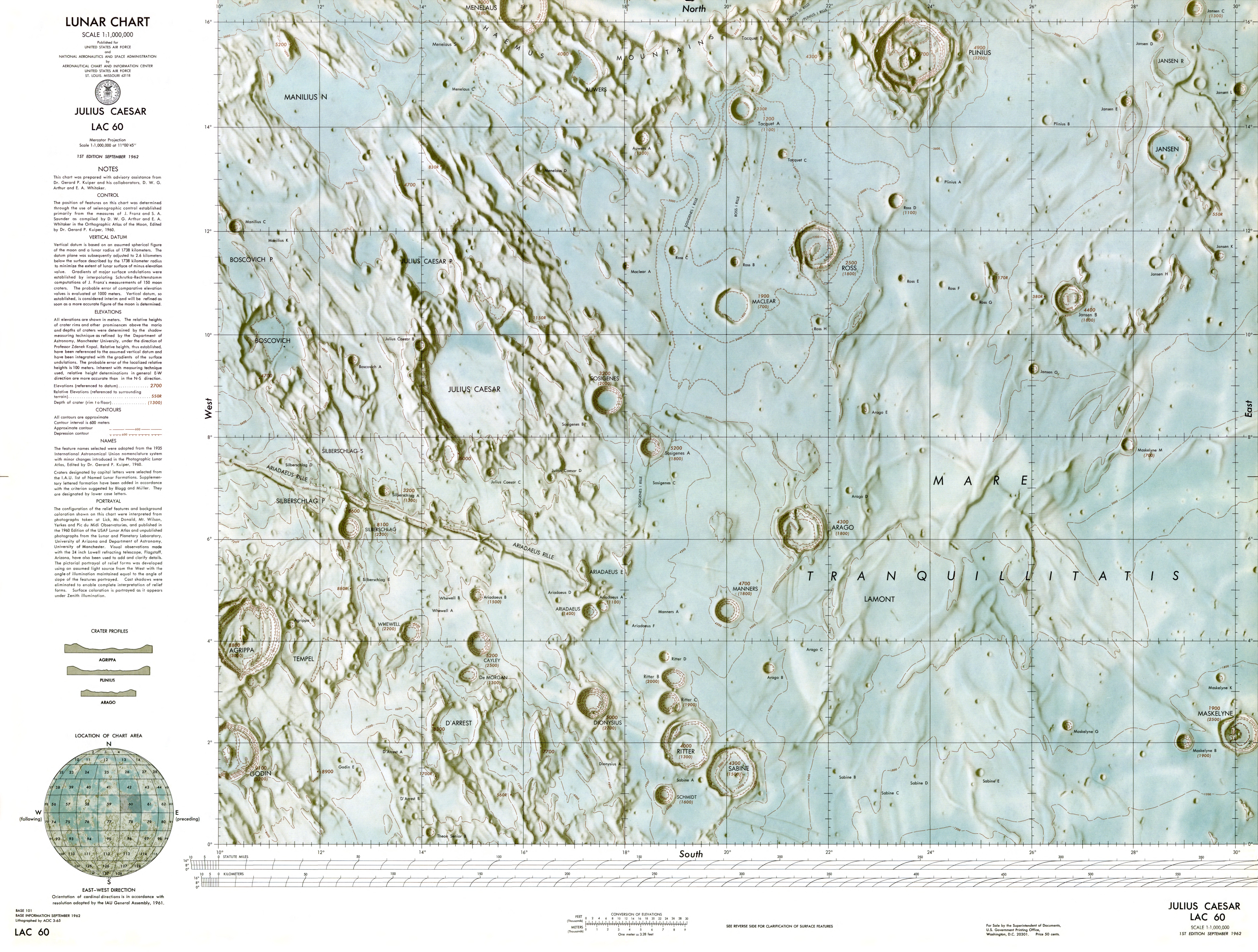
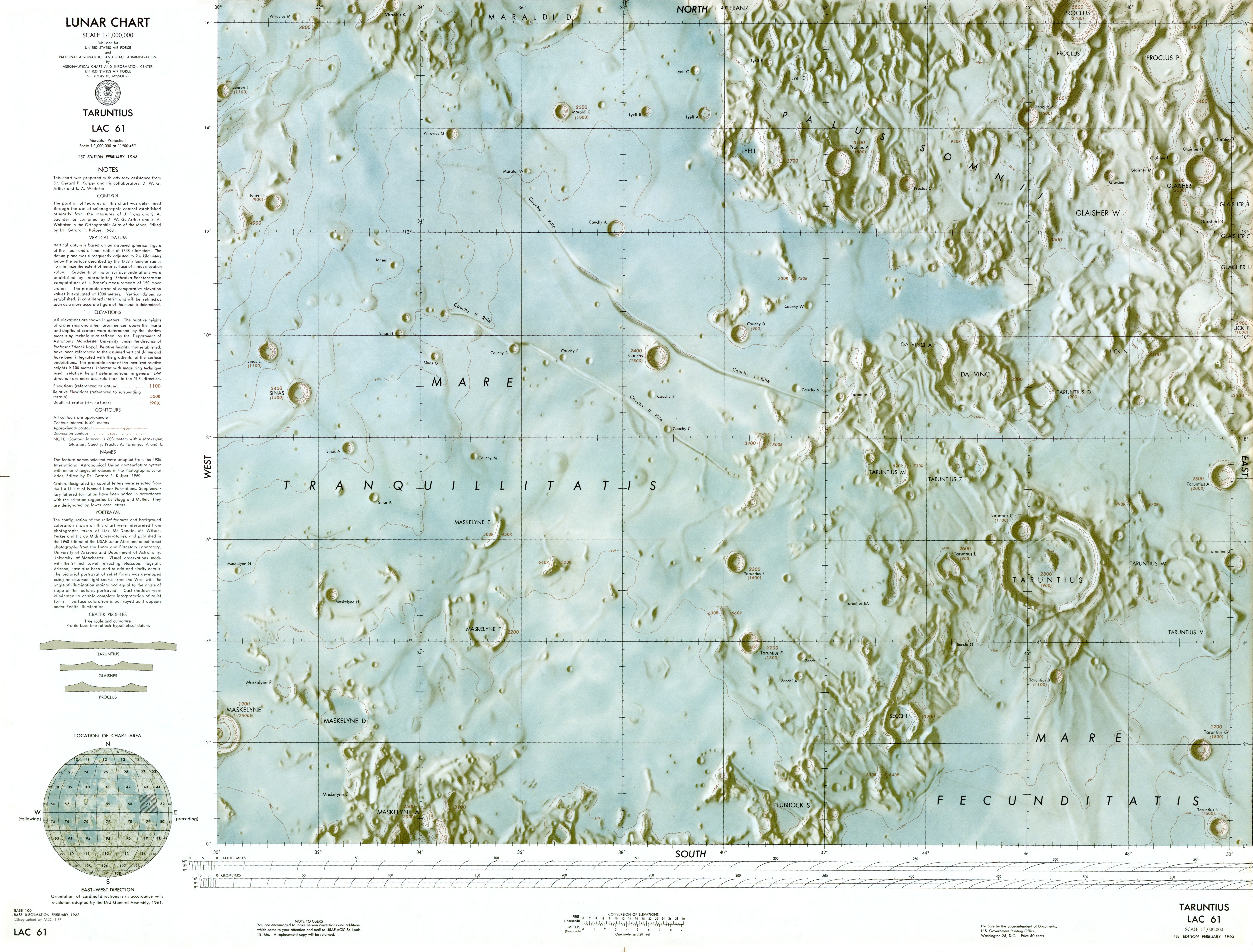

Мозаїка знімків та карта висот, складені за даними зонда LRO (ширина зображень — 1100 км):

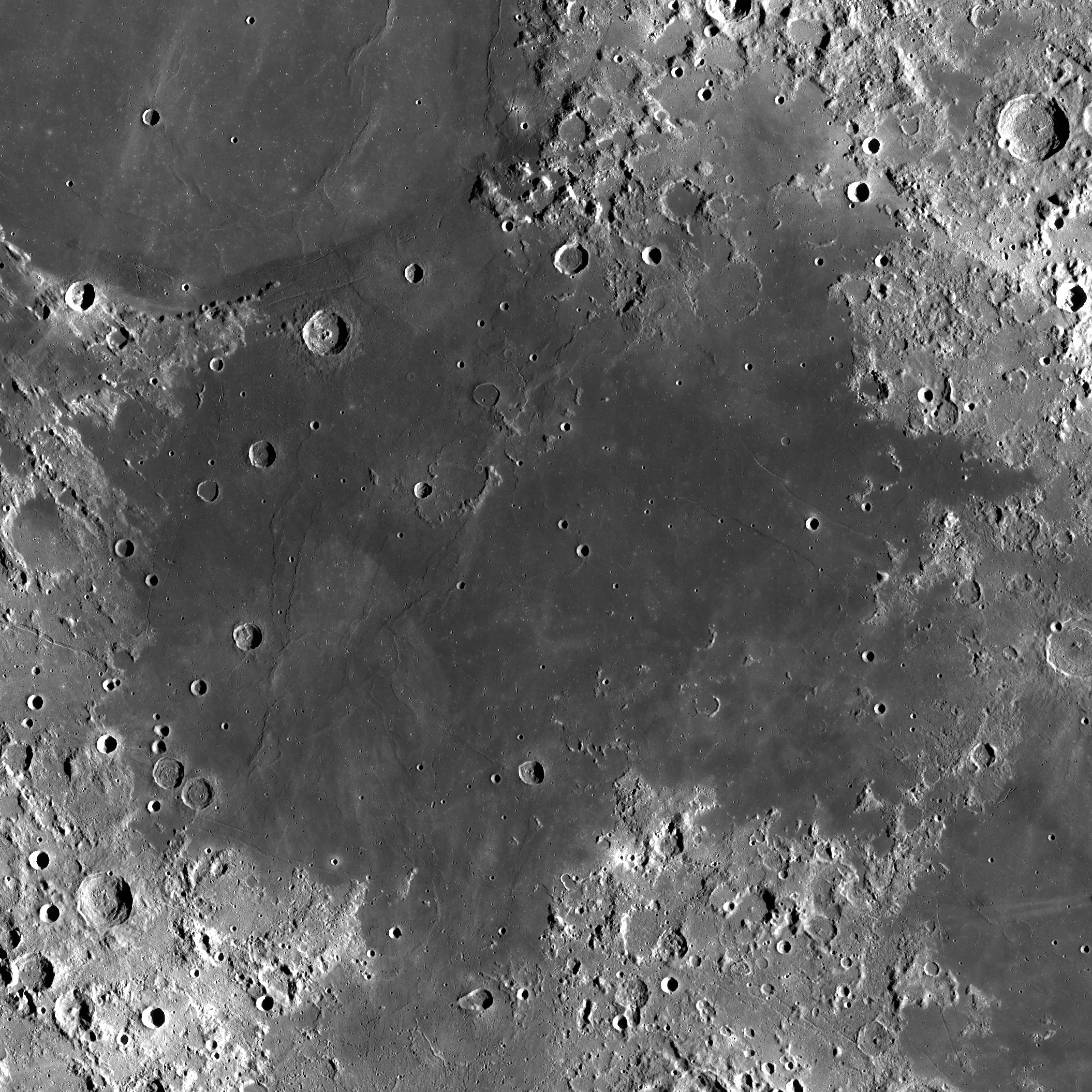
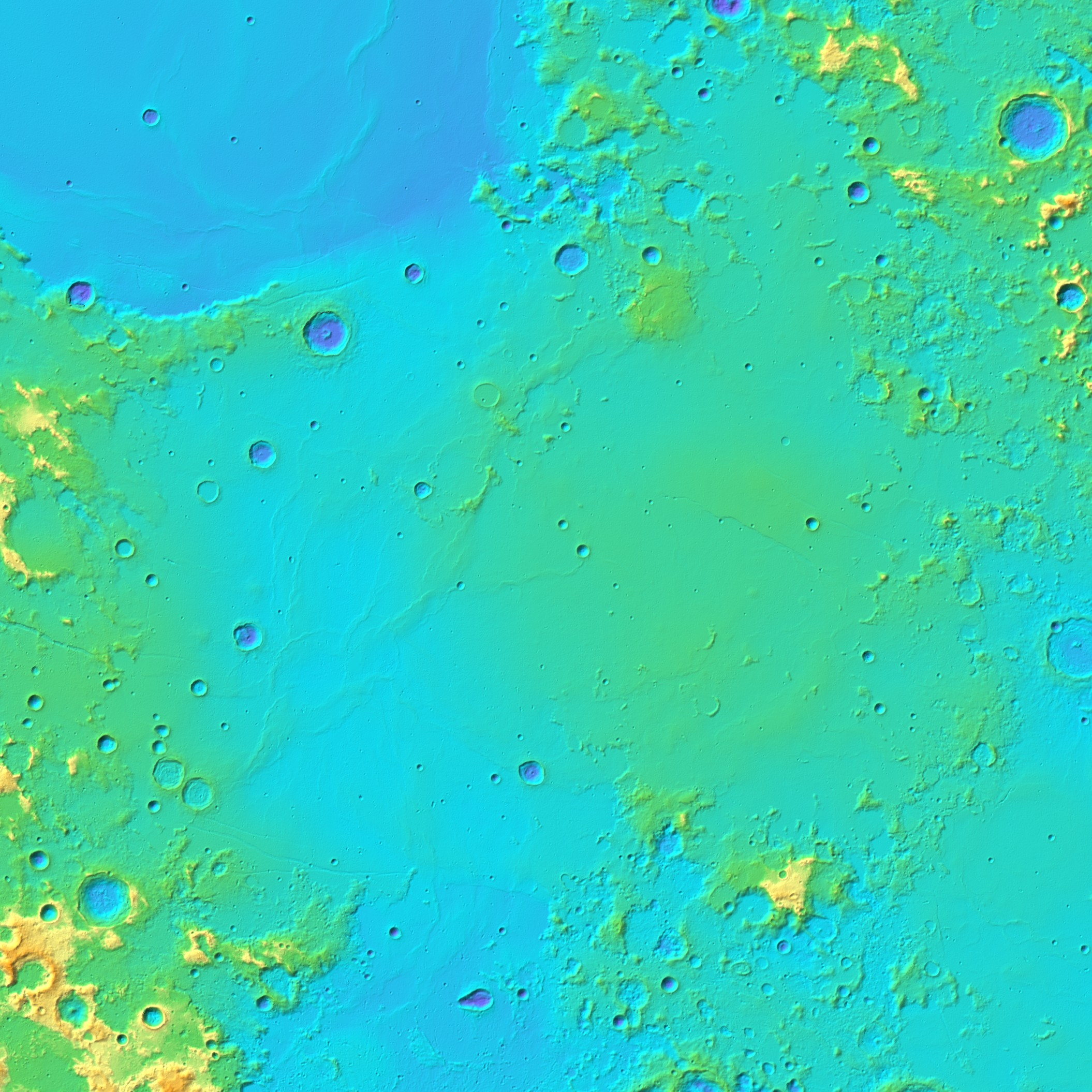